# Hypnum wrightii
Hypnum wrightii là một loài Rêu trong họ Hypnaceae. Loài này được (Sull.) Sull. mô tả khoa học đầu tiên năm 1861.